# Curtis Thompson
Curtis Thompson (* 8. Februar 1996 in Trenton, New Jersey) ist ein US-amerikanischer Leichtathlet, der sich auf den Speerwurf spezialisiert hat. 2022 wurde er in dieser Disziplin NACAC-Meister und siegte im Jahr darauf bei den Panamerikanischen Spielen.

## Sportliche Laufbahn
Curtis Thompson wuchs in Florence in New Jersey auf und 2014 sammelte er erste internationale Erfahrungen, als er bei den Juniorenweltmeisterschaften in Eugene mit einer Weite von 64,89 m in der Qualifikationsrunde ausschied. Daraufhin begann er ein Mathematikstudium an der Mississippi State University und im Jahr darauf gewann er bei den Panamerikanischen Juniorenmeisterschaften in Edmonton mit 71,11 m die Bronzemedaille. 2016  wurde er NCAA-Collegemeister und zudem siegte er mit 79,28 m bei den U23-NACAC-Meisterschaften in San Salvador. 2018 gewann er bei den NACAC-Meisterschaften in Toronto mit 76,02 m die Silbermedaille hinter dem Grenader Anderson Peters und im Jahr darauf wurde er bei den Panamerikanischen Spielen in Lima mit 65,39 m Zehnter. 2021 siegte er mit 81,44 m beim USATF Throws Fest und nahm anschließend an den Olympischen Sommerspielen in Tokio teil und verpasste dort mit 78,20 m den Finaleinzug. Im Jahr darauf gelangte er bei den Weltmeisterschaften in Eugene mit 78,39 m im Finale den elften Platz und anschließend wurde er beim Memoriał Kamili Skolimowskiej mit 82,39 m Dritter. Kurz darauf siegte er mit 84,23 m bei den NACAC-Meisterschaften in Freeport und wurde bei der Athletissima mit 83,72 m erneut Dritter. 2023 siegte er mit 79,34 m beim USATF Throws Festival und schied anschließend bei den Weltmeisterschaften in Budapest mit 74,21 m in der Qualifikationsrunde aus. Im November siegte er dann mit einer Weite von 79,65 m bei den Panamerikanischen Spielen in Santiago de Chile. Im Jahr darauf verpasste er bei den Olympischen Sommerspielen in Paris mit 76,79 m den Finaleinzug.
In den Jahren 2018, 2021 und 2024 wurde Thompson US-amerikanischer Meister im Speerwurf.